# Les Prés
Les Prés é uma comuna francesa na região administrativa de Auvérnia-Ródano-Alpes, no departamento de Drôme. Estende-se por uma área de 16,6 km². Em 2010 a comuna tinha 23 habitantes (densidade: 1,4 hab./km²).